# Stazione di Scanzano Jonico-Montalbano Jonico
La stazione di Scanzano Jonico-Montalbano Jonico è la stazione ferroviaria di Scanzano Jonico, in provincia di Matera. L'impianto è servito, dall’estate 2024, esclusivamente da due coppie di treni regionali del servizio “Magna Grecia Line” operato da Trenitalia, tra la stazione di Sibari e quella di Taranto.